# Deltocephalus indicus
Deltocephalus indicus är en insektsart som beskrevs av Singh-pruthi 1936. Deltocephalus indicus ingår i släktet Deltocephalus och familjen dvärgstritar. Inga underarter finns listade i Catalogue of Life.